# Palawanspinnenjager
De palawanspinnenjager (Arachnothera dilutior) is een zangvogel uit de familie van de honingzuigers. Vaak wordt de soort nog beschouwd als een ondersoort van de kleine spinnenjager (A. longirostra).

## Verspreiding en leefgebied
Het is een endemische vogelsoort op het eiland Palawan (Filipijnen).